# Де Лайма, Эдна
Эдна де Лайма (англ. Edna de Lima, урожд. Эдна Бёртон; после 1875 — после 1959), позже известная как Эдна Бёртон Ван Дейк — американская певица.

## Биография
Родилась в городе Лайма, штат Огайо. Дочь доктора Еноса Г. Бёртона и Эммы Джейн Браун Бёртон. Училась в Париже у Марчеллы Зембрих и Яна Мечислава Решке.
В 1910 году Эдна приняла участие в постановках опер «Луиза», «Гугеноты», «Фауст» и «Богема» в Королевском театре Ковент-Гарден в Лондоне Дебютировала в Венской государственной опере в 1914 году. Она снова спела в «Фаусте» в Лондоне в 1923 году. В 1925 году гастролировала по Южной Африке.
В 1916 году впервые пела в Нью-Йорке в Эолийском Холле, а в 1917 году в Чикаго.
Выступала с пианисткой Уинифред Бёрд, тенором Дэном Беддоу и скрипачом Мишелем Гусикофф.
Эдна Бёртон вышла замуж за Джона Уэсли Ван Дейка, руководителя нефтяной компании в Париже в 1908 году.